# Pedilus lewisii
Pedilus lewisii is een keversoort uit de familie vuurkevers (Pyrochroidae). De wetenschappelijke naam van de soort is voor het eerst geldig gepubliceerd in 1871 door Horn.